# Djerbahood

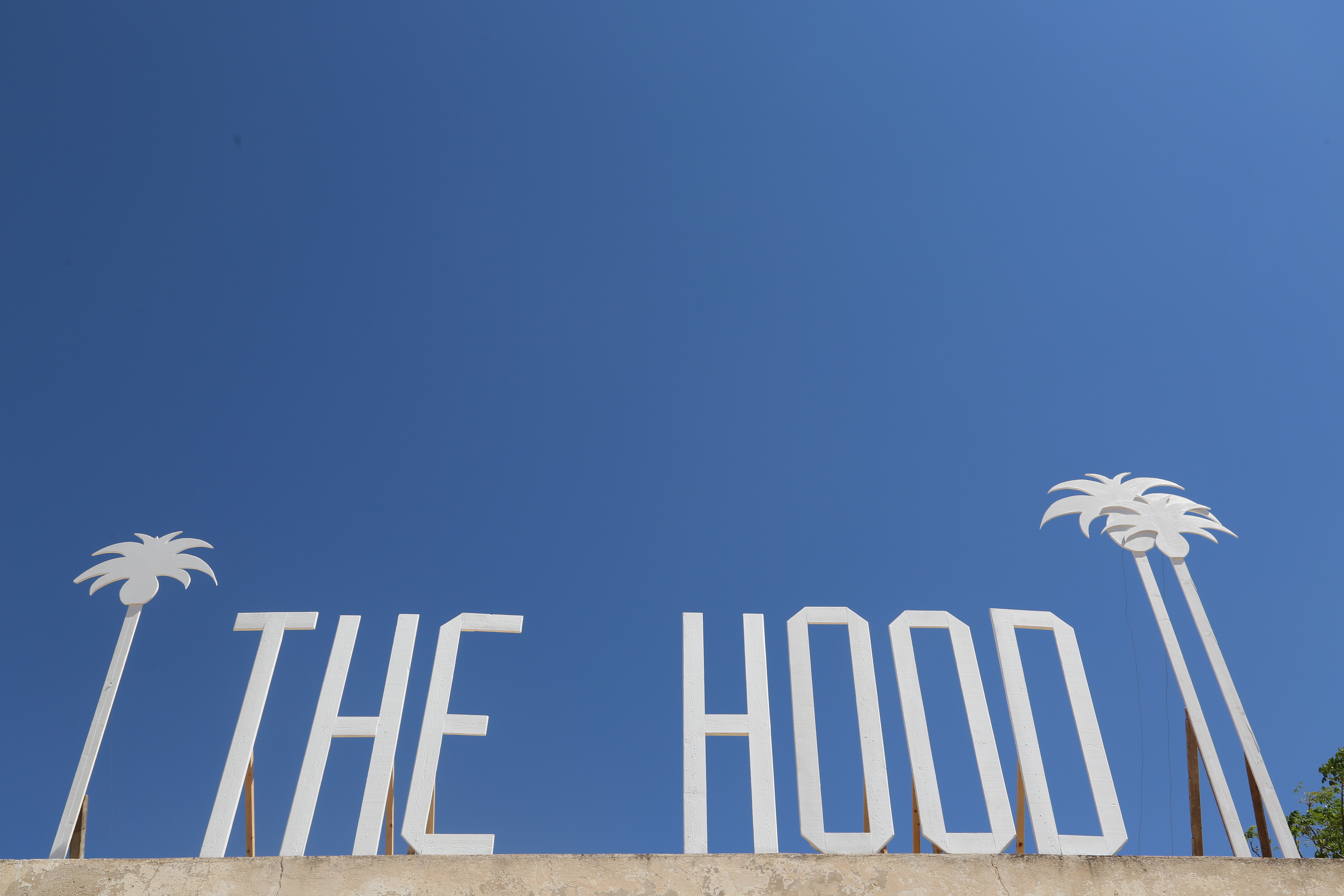
Die Buchstaben THE HOOD am Eingang zum Viertel

Djerbahood war ein Streetart Event, zu dem Künstler aus der ganzen Welt in dem Ort Erriadh auf der tunesischen Insel Djerba zusammenkamen. Dabei entstanden 250 Kunstwerke am Ort. Das Projekt wurde im Juni 2014 von der Galerie Itinerrance de Paris durchgeführt.

## Das Projekt
Der Name des Projekts, Djerbahood, wurde vom Veranstalterteam gewählt in Anlehnung an die Installation von Rodolphe Cintorino am Ortseingang, die in riesigen Buchstaben die Worte „THE HOOD“ zeigt. Erriadh ist auch unter dem arabischen Namen El Haar Sghira, «die kleine Nachbarschaft» bekannt. Um die 250 individuellen und kollektiven Kunstwerke zu erschaffen, verbrauchten die Künstler über 4500 Farbsprühdosen.

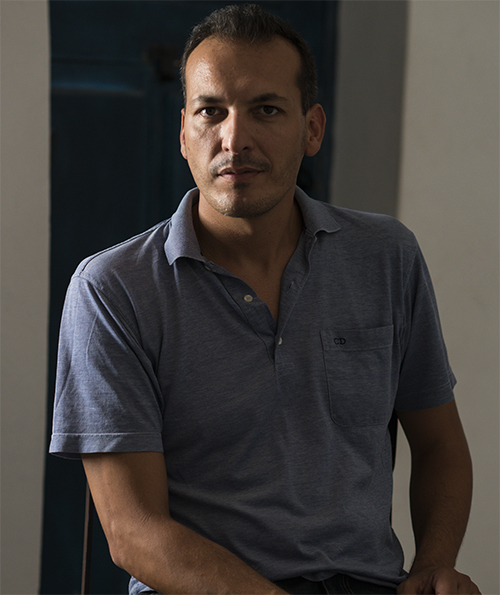
Mehdi Ben Cheikh

Auf der offiziellen Homepage der tunesischen Telefongesellschaft Ooredoo Tunisia war eine virtuelle Begehung der Dorfstraßen des Projektes möglich.

„...ein einzigartiges künstlerisches Abenteuer in der Welt urbaner Kunst und eine überschäumende Bewegung in einem sich entwickelnden Land.“

## Der Ort
Erriadh wurde von den Gründern des Projektes aufgrund seiner traditionellen Architektur gewählt. Durch Djerbahood ist der Ort zu einem beliebten Tourismusziel geworden. Bedeutender ist aber noch, dass die gesamte Insel, die nach der Revolution von 2011 unter Misswirtschaft in der Müllbeseitigung hatte leiden müssen, infolge des Festivals in positiver Weise ins Rampenlicht gerückt wurde. Djerbahood war aber auch ein zwischenmenschliches Erlebnis, das Ortsansässige und Künstler zusammenbrachte. Das Team wurde von den Bürgern und Händlern der Gegend bei der Errichtung der Installationen und der Beschaffung von Material unterstützt. Mehdi Ben Cheikh musste die Bürgern des Ortes überzeugen, den Künstlern die Wände ihrer Grundstücke anzuvertrauen. Während manche Anwohner anfänglich dagegen waren, gingen auch sie später auf das Organisationskomitee und die Künstler zu und baten sie, ihre Wände nun auch zu bemalen.

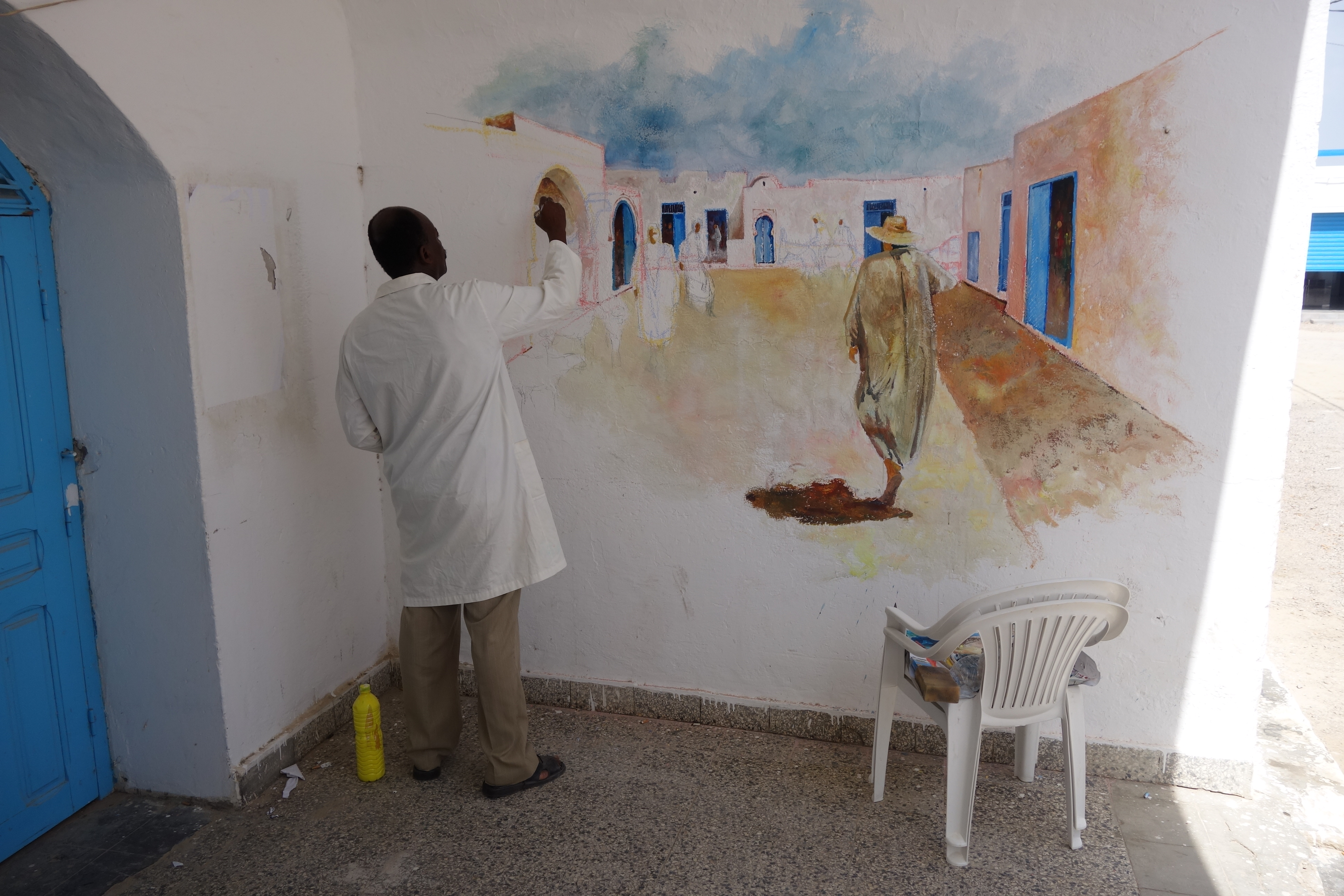
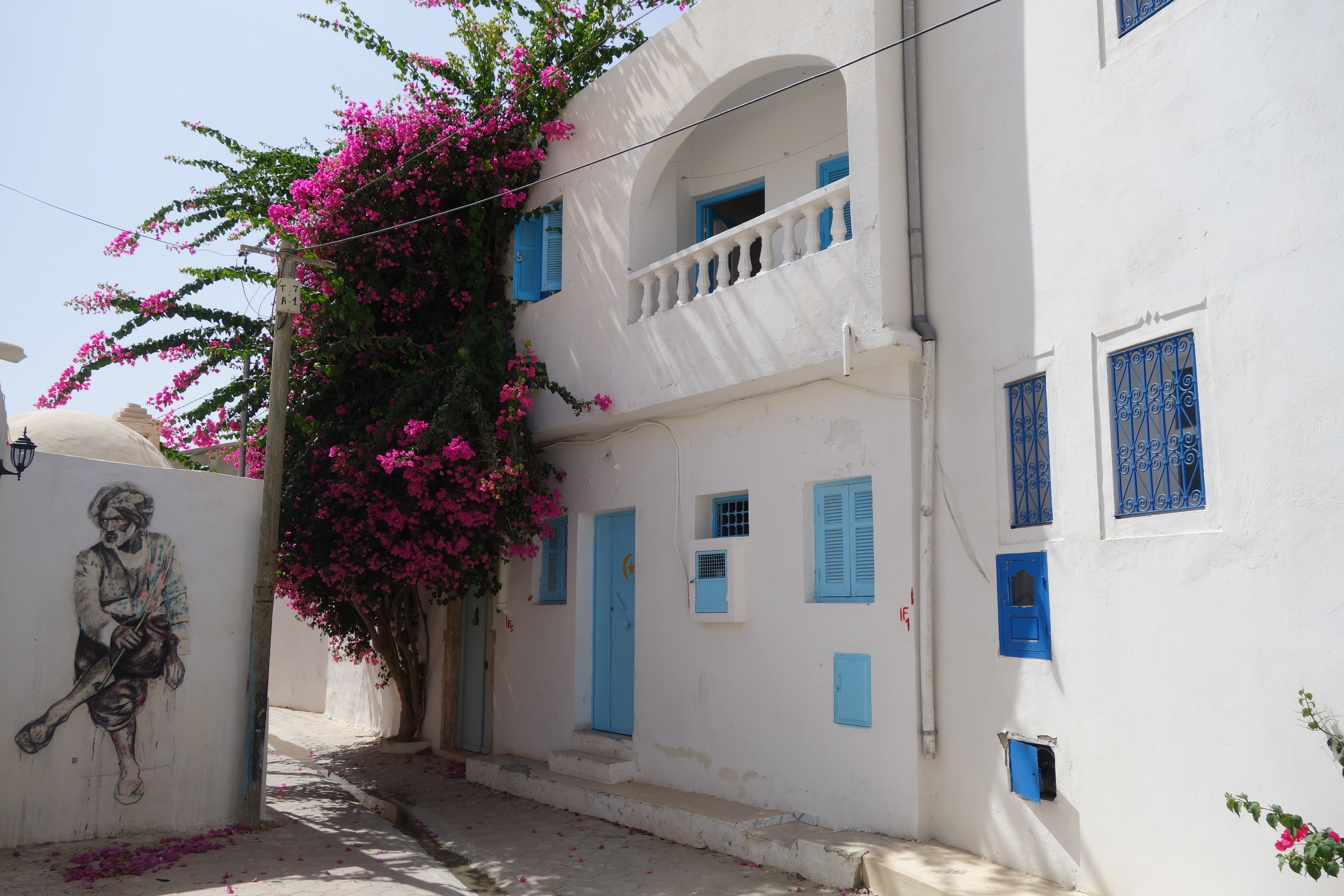
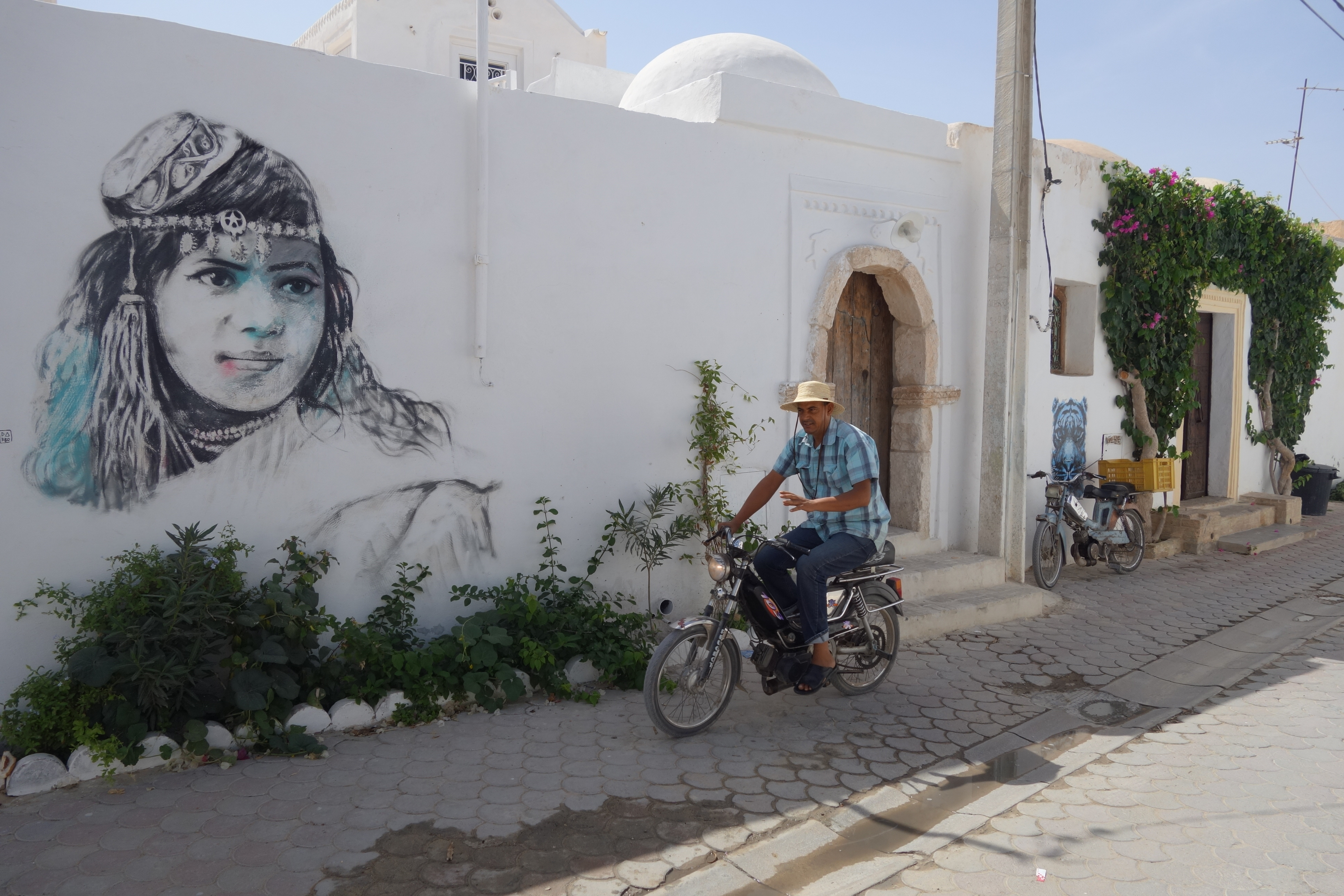
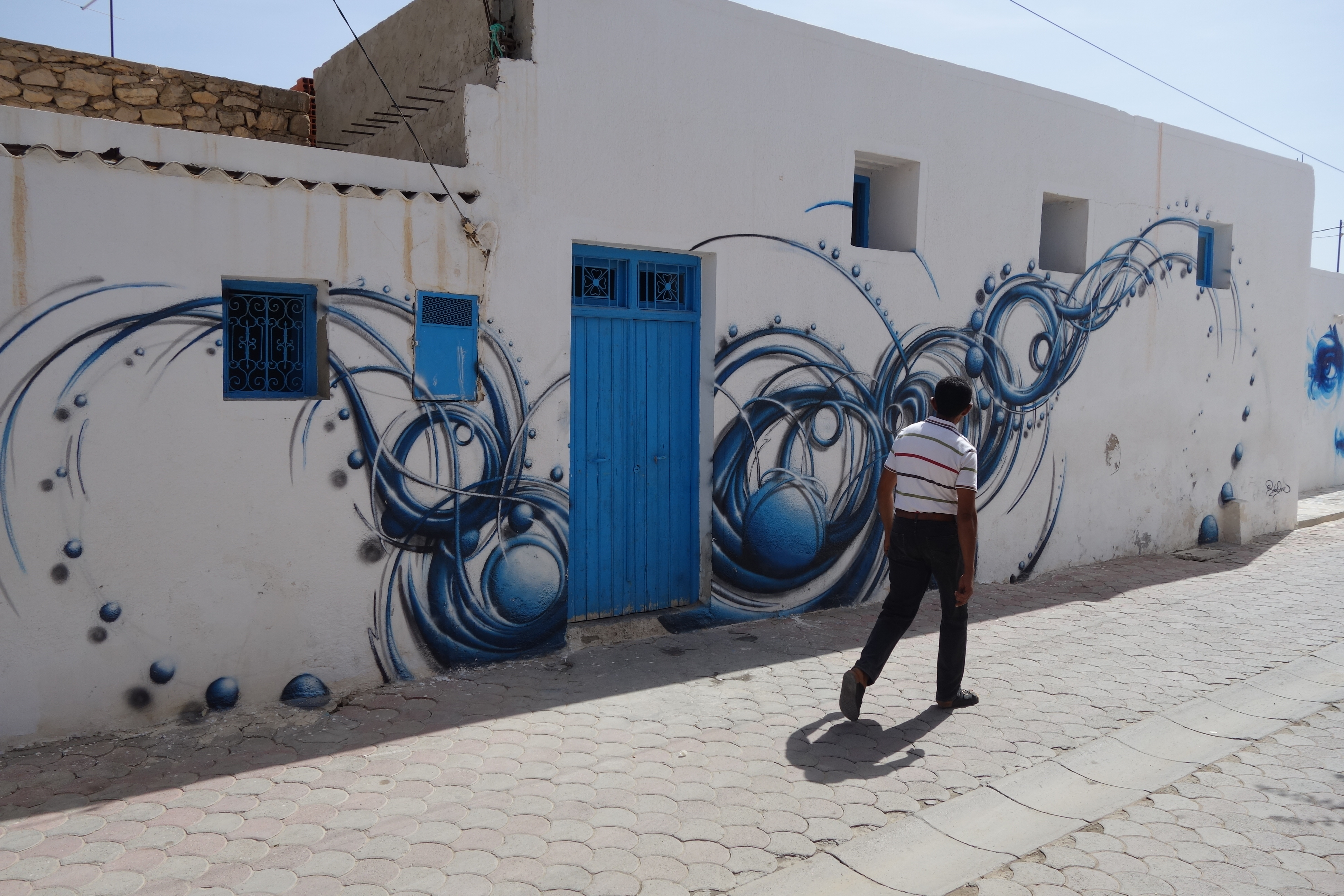

## Teilnehmende Künstler
150 Streetart-Künstler mit 30 verschiedenen Nationalitäten nahmen an dem Event teil. Darunter ADD Fuel, Aya Tarek, C215, Fintan Magee, eL Seed, Phlegm, Hendrik Beikirch, Jace, ROA, Swoon, Julien Malland – auch bekannt als Seth –, ein französischer Künstler, der an mehreren Episoden der Serie Les Nouveaux Explorateurs mitgearbeitet hat.

## Berichterstattung
Über das Event wurde in Hunderten von Artikeln in 70 Ländern umfangreich berichtet. Es berichteten unter Anderen The New York Times,The Guardian, Le Monde, Libération, The Huffington Post, La Repubblica, Vogue Italia,Al Jazeera, BBC News, Le Mouv‘ und France Inter.
Zudem wurde eine dokumentarische Onlineserie mit zehn Episoden produziert und auf Creativ ARTE veröffentlicht. Darin sind Backstage Szenen mit den Künstlern zu sehen.

## Galerie

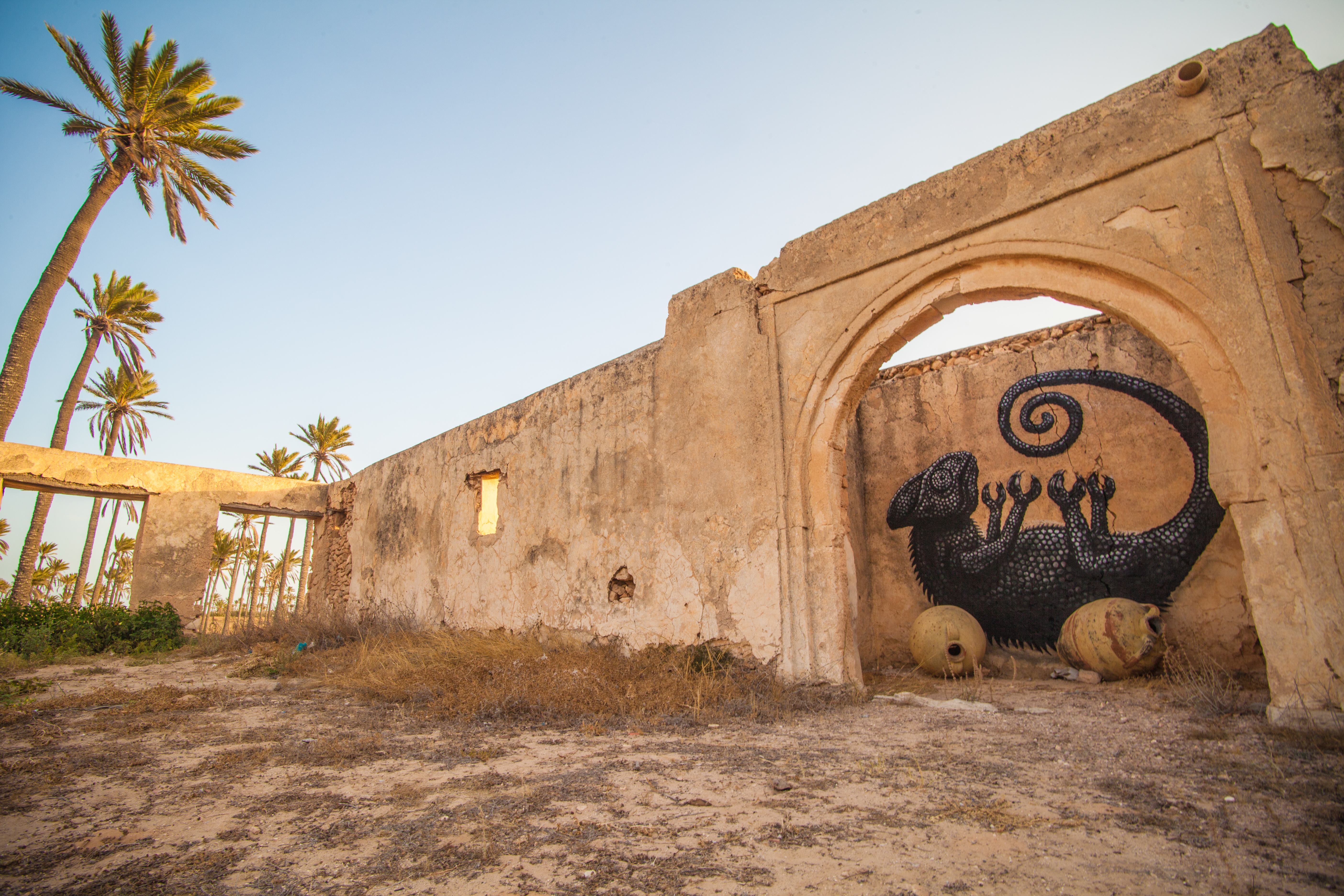
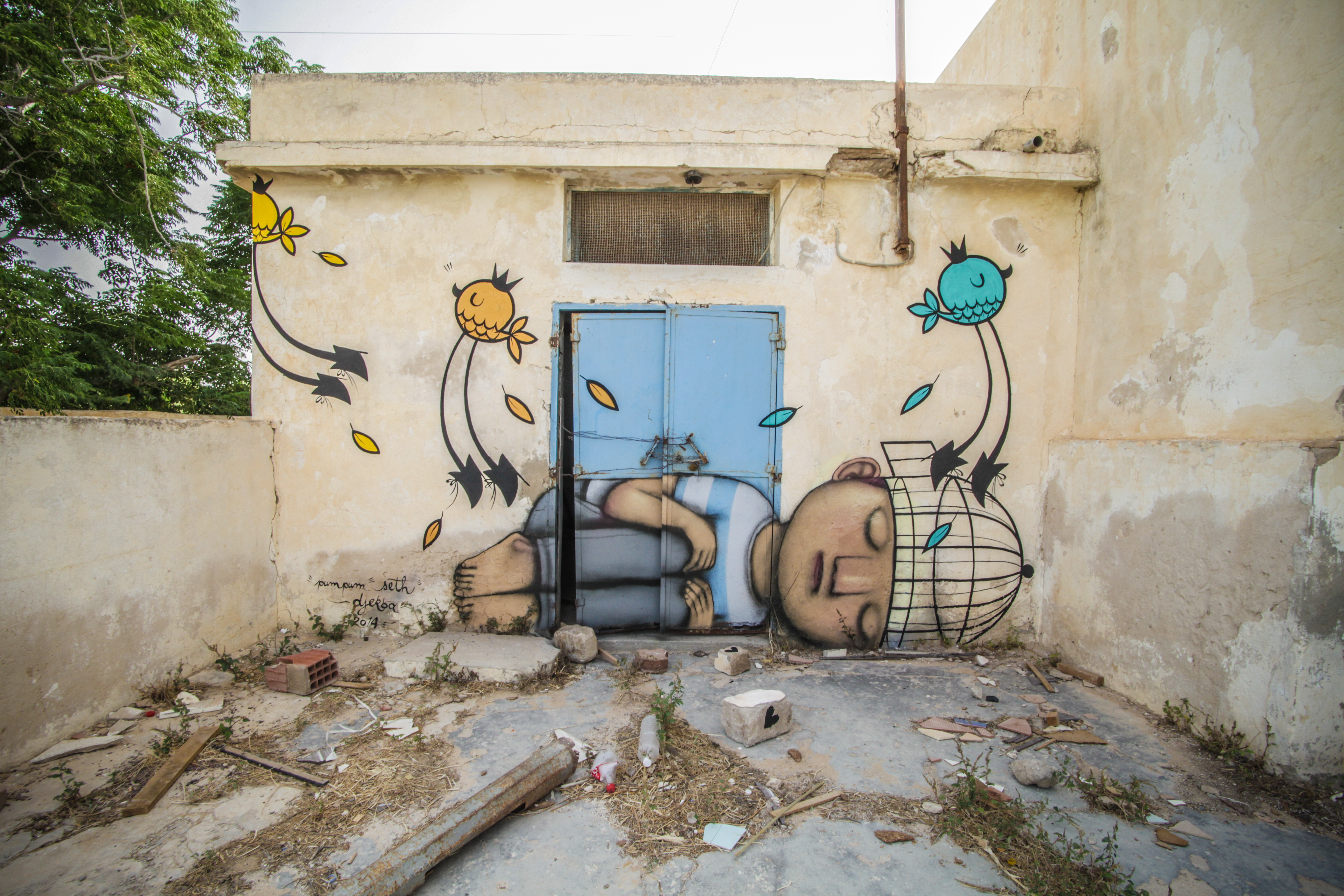
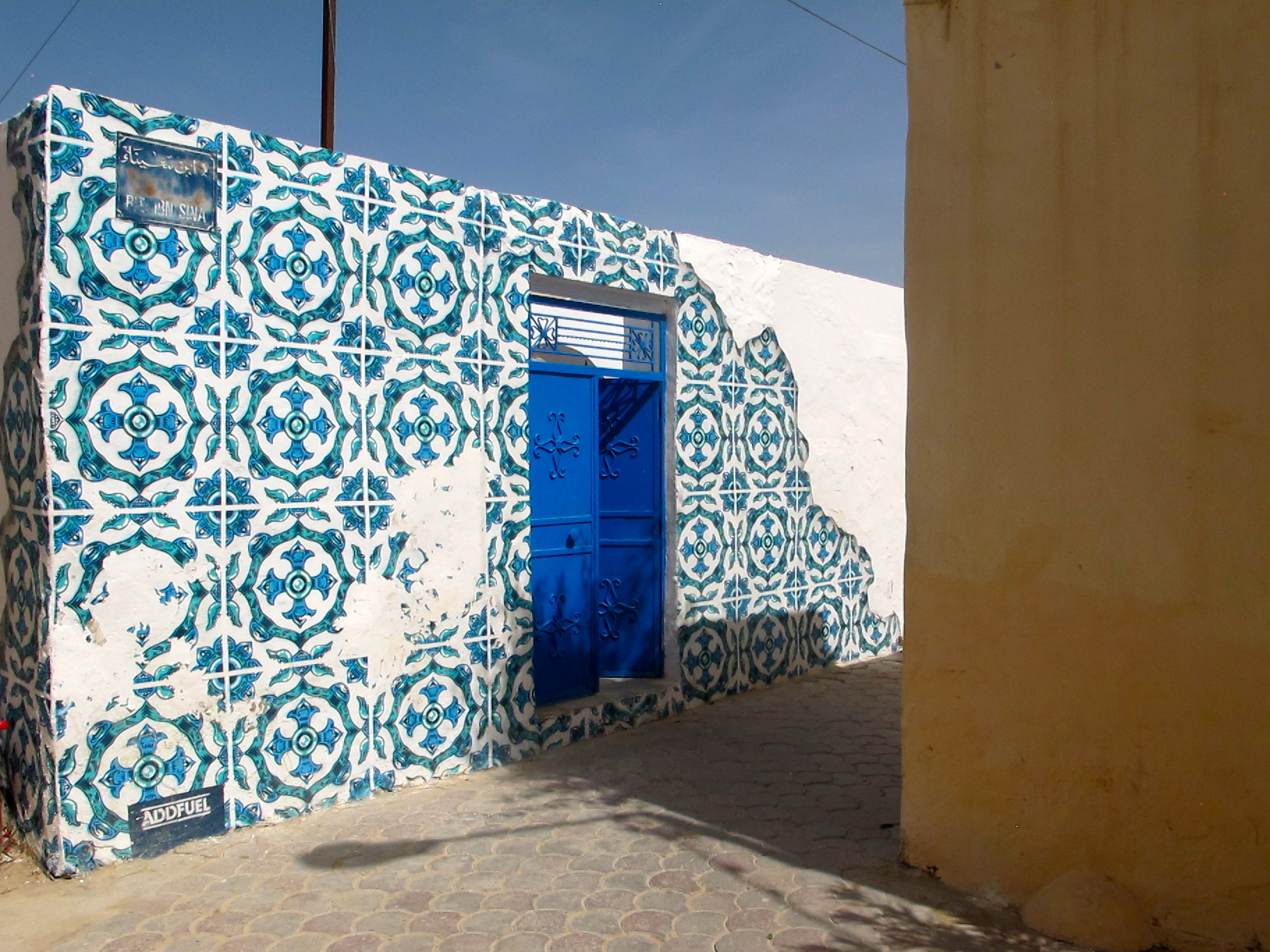
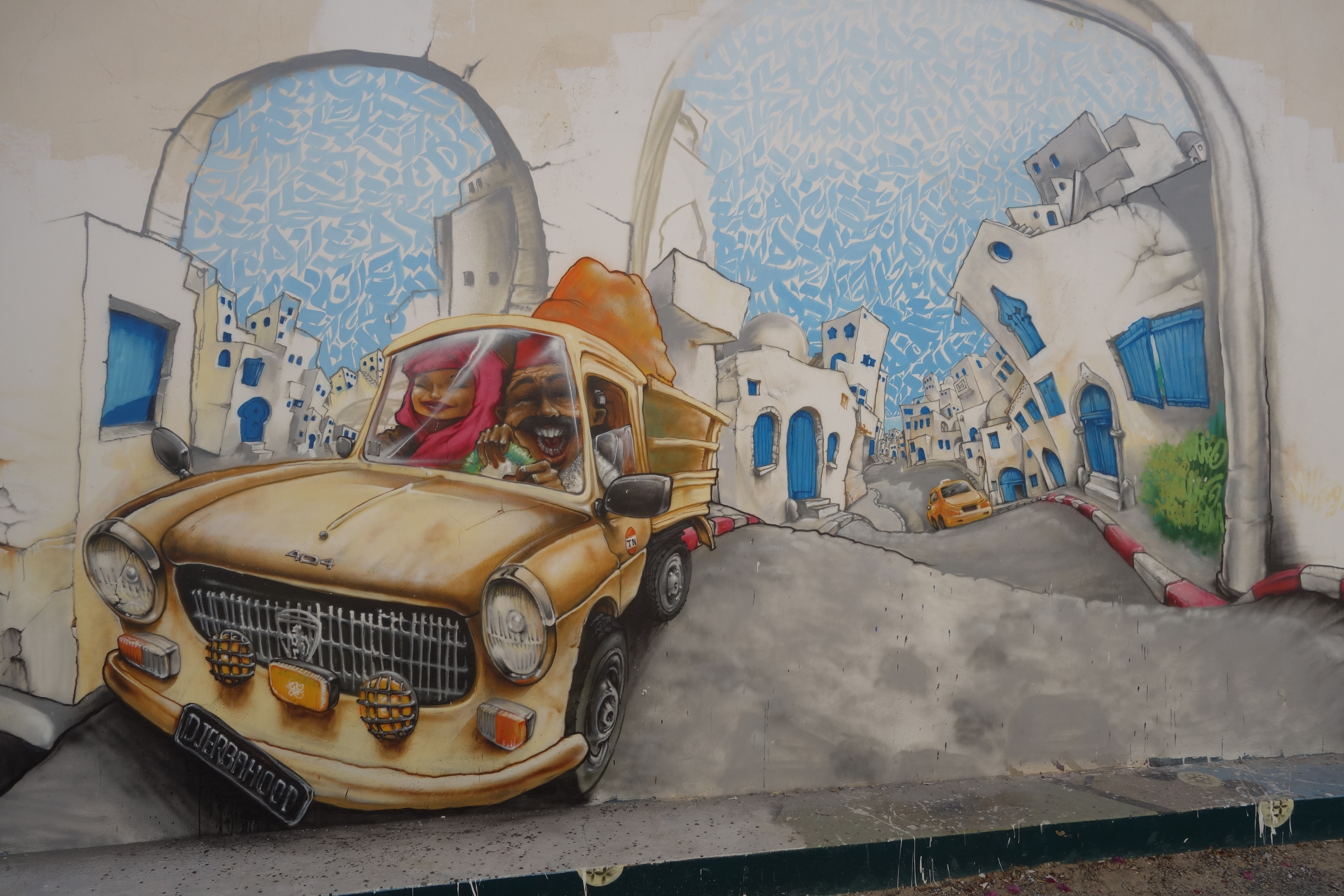
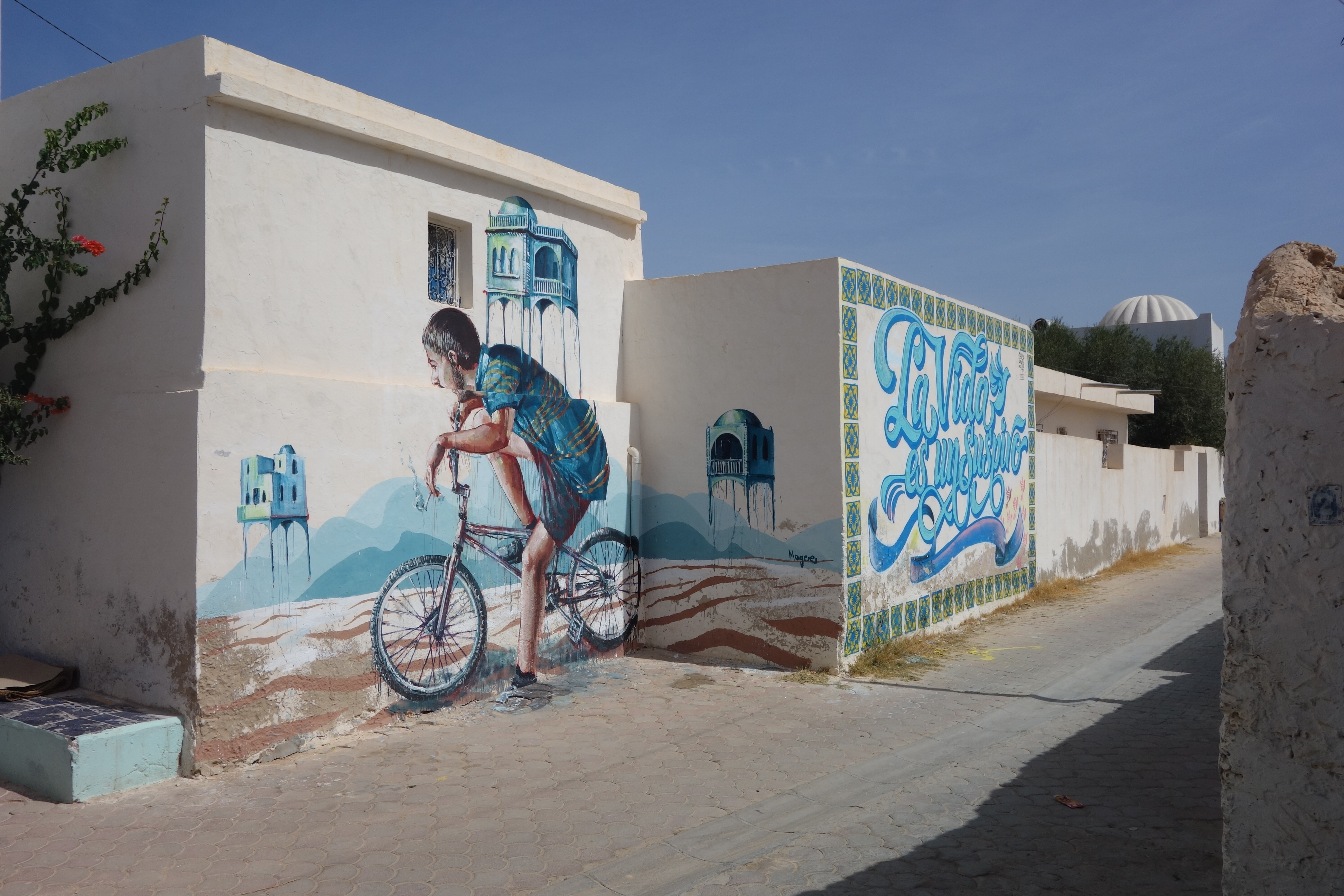
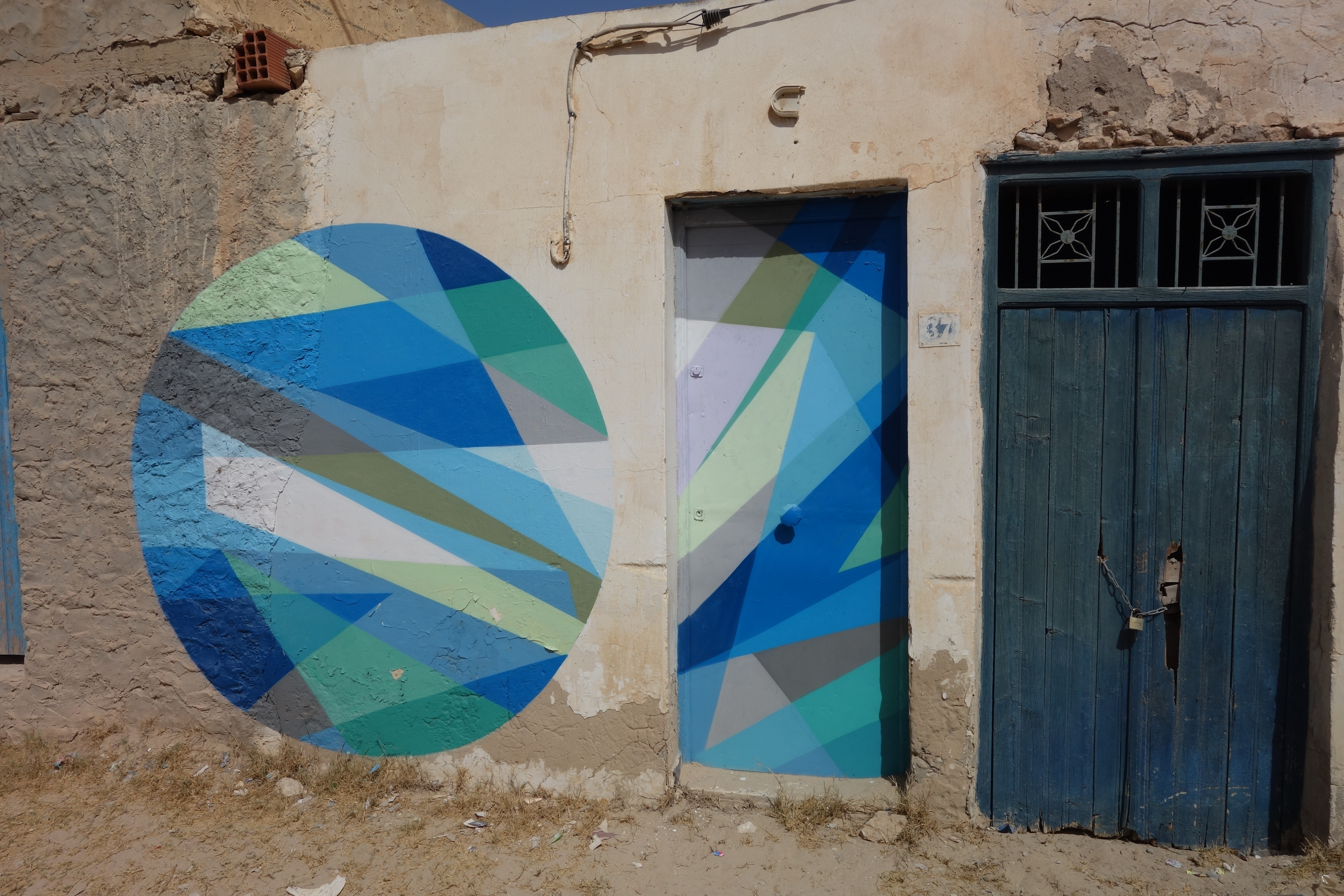
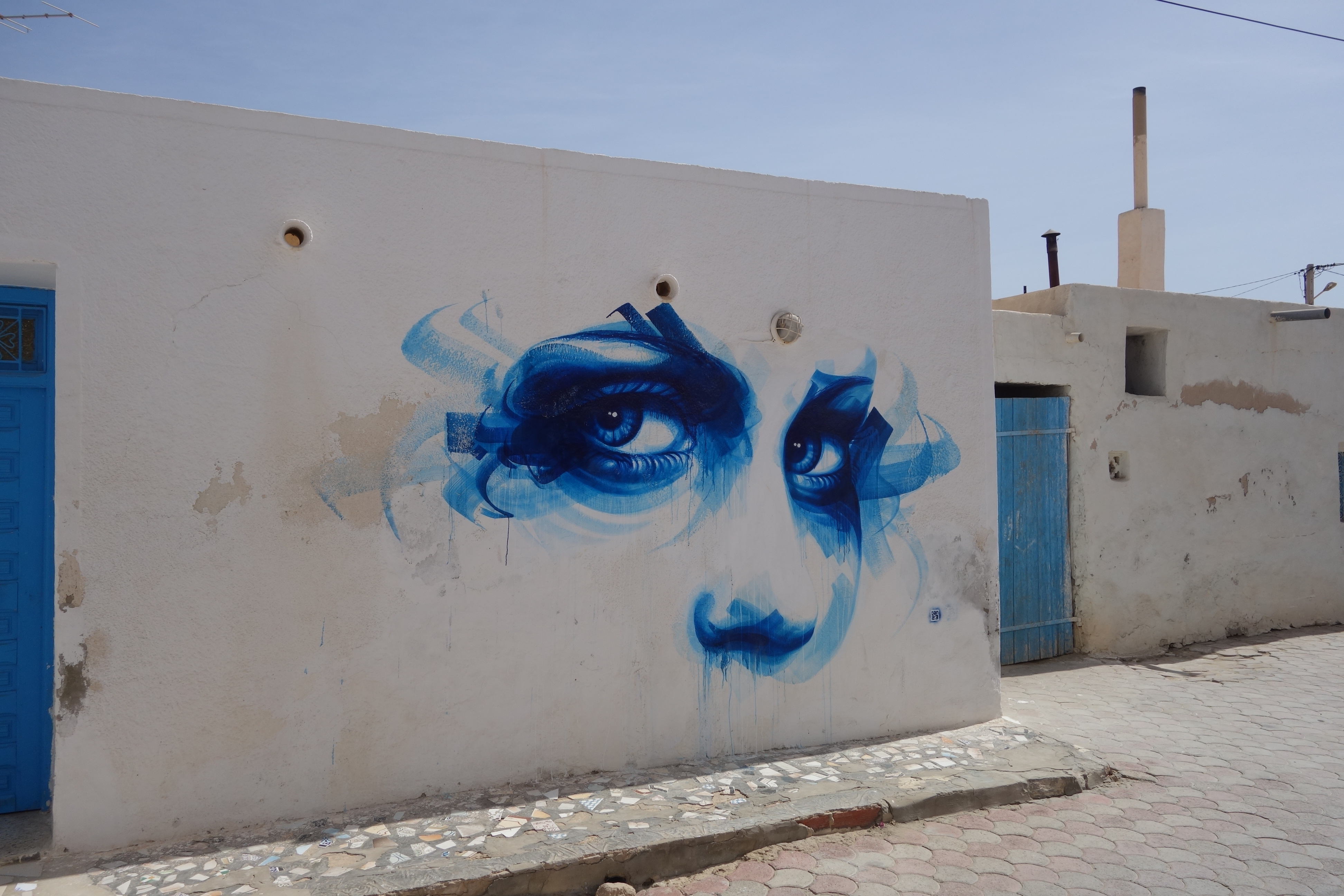
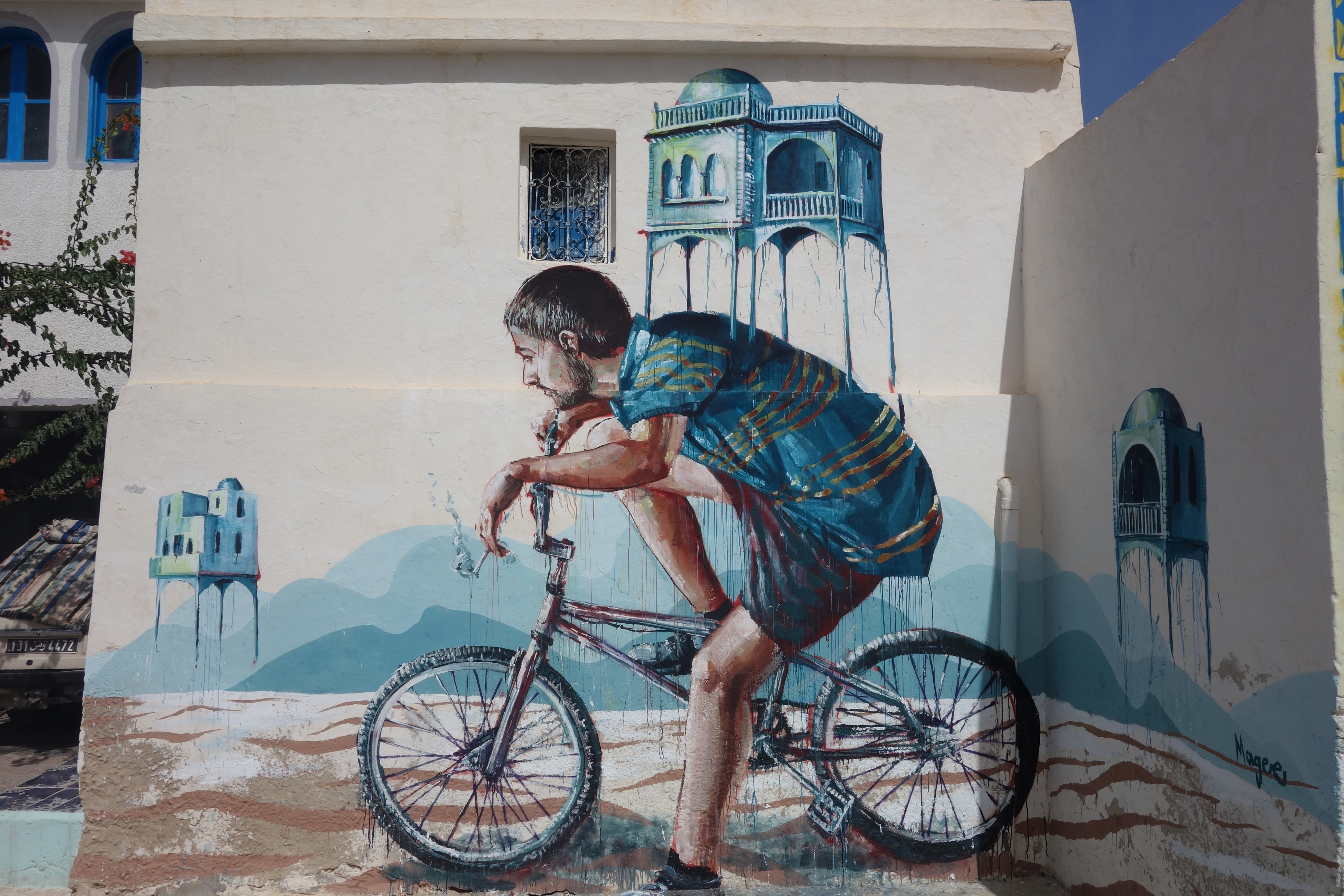
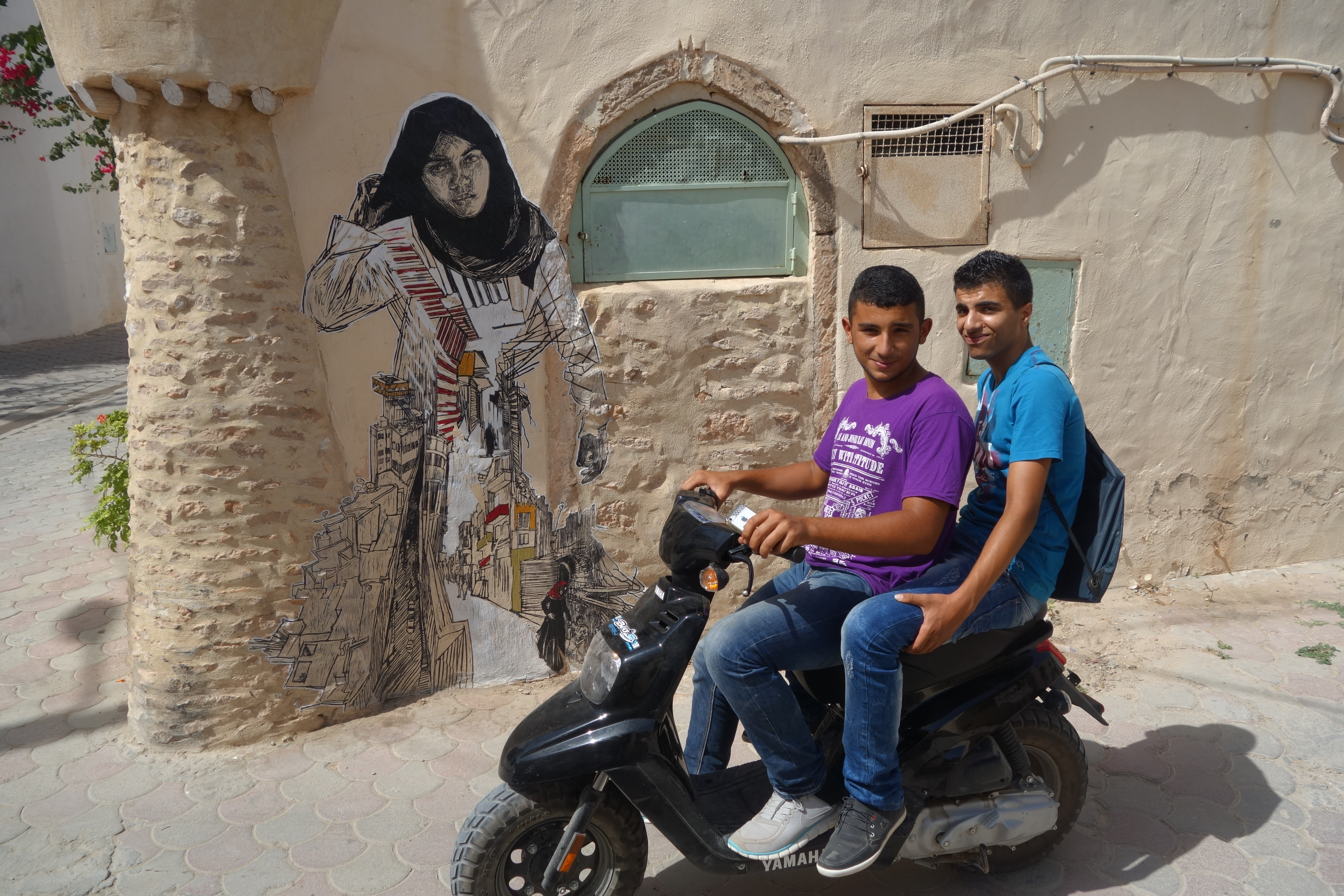